# Matt Slocum (Schlagzeuger)
Matt Slocum (* 1981 in New Richmond, Wisconsin) ist ein amerikanischer Jazzmusiker (Schlagzeug).

## Leben und Wirken
Slocum wuchs östlich der Region Minneapolis–Saint Paul auf, in der Highschool hatte er Unterricht bei Phil Hey. Anschließend studierte er an der Thornton School of Music der University of Southern California, u. a. bei Peter Erskine, Alan Pasqua, John Clayton und Joe LaBarbera. Nach seinem Abschluss an der USC lebte er drei Jahre in Pasadena. 2005 entstanden erste Aufnahmen mit Sara Gazarek, mit der er auf Tournee ging; 2007 zog er nach die Ostküste der USA. Seitdem arbeitete er mit Musikern wie Seamus Blake, Alan Broadbent, Steve Cardenas, Gerald Clayton, Danny Grissett, Larry Koonse, Lage Lund, Wynton Marsalis, Linda Oh, Alan Pasqua, Jerome Sabbagh, Jaleel Shaw, Dayna Stephens, Ben Wendel, Gerald Wiggins, Anthony Wilson und dem Dallas Symphony Orchestra.
Slocum erhielt Kompositionsstipendien und -aufträge von New Music USA, der Mid Atlantic Arts Foundation, dem New Jersey State Council on the Arts, dem American Music Center, der Puffin Foundation und Meet the Composer. Unter eigenem Namen entstanden die Alben Portraits, After the Storm, Black Elk's Dream und Trio Pacific Vol. 1;  2022 legte Slocum das Album With Love and Sadness (Sunnyside Records) vor, das er mit Taylor Eigsti, Larry Grenadier und Walter Smith III eingespielt hatte. Im Bereich des Jazz war er laut Tom Lord zwischen 2005 und 2021 an zwölf Aufnahmesessions beteiligt.

## Diskographische Hinweise
- After the Storm (Chandra, 2011), mit Gerald Clayton, Massimo Biolcati
- Trio Pacific, Vol. 1 (Chandra, 2016), mit Dayna Stephens, Steve Cardenas
- Sanctuary (Sunnyside, 2018), mit Gerald Clayton, Larry Grenadier